# Yumi Tōma
Yumi Tōma (冬馬由美 Tōma Yumi?) es una seiyu japonesa nacida el 20 de diciembre de 1966 en Chiba, Prefectura de Chiba bajo el nombre Yumi Nakagawa. Fue parte del grupo Goddess Family Club.
Toma también trabaja para la producción Aoni Production. A causa de su voz madura, que a menudo desempeña en sus personajes a una mujer fuerte y hermosa.
De acuerdo con la página Anime News Network, a partir del 13 de octubre de 2006. Toma es la segunda mujer seiyū prolífica con más de 179 papeles acreditados a su nombre. Es también la única seiyū mujer que tiene más funciones con Megumi Hayashibara en varias ocasiones con personajes importantes.

## Roles interpretados
El orden de esta lista es personaje, serie
- Shimao Miho , Natsuyuki Rendezvous
- Kirishima Hijiri, AIR (TV)
- Funabashi Hazuki, Ayatsuri Sakon
- Ginga Natsumi, Sailor Moon R
- Rela Cindy Shirayuki, Cinderella Boy
- Yamamoto Pink, Densetsu no Yusha Da Garn
- Kanzaki Michi, Detonator Orgun
- Yui Hongo y Tama, Fushigi Yūgi
- Kawai Iyona y Nayoi, Magical Taruruuto-kun
- Kyoko Omiya, Futari Ecchi (OVA)
- Polylina, Galaxy Fraulein Yuna
- Mrs. Dorian y Sally Poe, Gundam Wing
- Otonashi, Kiteretsu Daihyakka
- Silvie Gina, Macross II: Lovers Again
- Young Ferio y Hasegawa, Magic Knight Rayearth
- Lipumira, MAPS
- Hiiragi Najika, Najica Blitz Tactics,
- Nakasu Mariko y Kuro, Neighborhood Story,
- Urd y Belldandy (Niña), Oh My Goddess!
- Nyaam, Pita Ten
- Black Claw, Cutie Honey
- Sylphiel Nels Lahda, Slayers
- Michael, Steel Angel Kurumi
- Tokimi, Tenchi Muyō!
- Urd, Adventures of Mini-Goddess
- Emma, Victorian Romance Emma
- Kaoruko Himekoji, Yu-Gi-Oh! (serie de anime por Toei Animation)
- Ivy Valentine , Soul Calibur I,II y III
- Ivy Valentine , Queens Gate Spiral Chaos (PSP)
- Raine Sage , Tales of Symphonia
- Lenneth Valkyrie , Valkyrie Profile
- Helba y Gardenia, .hack (TV y Videojuego)
- Hinako Ninomiya, Ranma ½ (TV y OVA)
- Annie Brighton, Candy Candy (Película)
- Roles Diversos, Warau Salesman
- Shirayuri Momoko, Shōnan Jun'ai Gumi[1]
- Shimao Mijo, Natsuyuki Rendezvous
- Nilüfer Fatma, Shōkoku no Altair
- Spinel Sun, Cardcaptor Sakura